# Плавание на летних Олимпийских играх 1904 — 100 ярдов вольным стилем
Соревнования по плаванию на 100 ярдов вольным стилем среди мужчин на летних Олимпийских играх 1904 прошли 5 сентября. Приняли участие девять спортсменов из двух стран.

## Призёры
| Золото                | Серебро             | Бронза         |
| Золтан Халмаи Венгрия | Чарльз Дэниельс США | Скотт Лири США |

## Соревнование

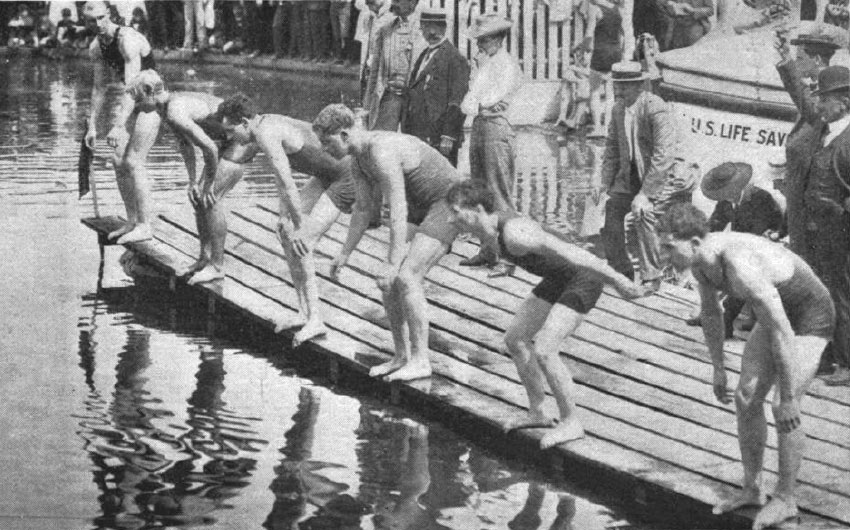
Старт одного из заплывов на 100 м

### Полуфинал
| Место | Спортсмен                | Результат  |
| ----- | ------------------------ | ---------- |
| 1     | Золтан Халмаи (HUN)      | 1:06,2     |
| 2     | Скотт Лири (USA)         | Неизвестен |
| 3     | Дэвид Хеммонд (USA)      | Неизвестен |
| 4-5   | 2 неизвестных спортсмена | Неизвестен |

| Место | Спортсмен                  | Результат  |
| ----- | -------------------------- | ---------- |
| 1     | Чарльз Дэниельс (USA)      | 1:07,4     |
| 2     | Дэвид Гол (USA)            | Неизвестен |
| 3     | Лео Гудвин (USA)           | Неизвестен |
| 4     | Один неизвестный спортсмен | Неизвестен |

### Финал
| Место | Спортсмен             | Результат  |
| ----- | --------------------- | ---------- |
| 1     | Золтан Халмаи (HUN)   | 1:02,8     |
| 2     | Чарльз Дэниельс (USA) | Неизвестен |
| 3     | Скотт Лири (USA)      | Неизвестен |
| 4     | Дэвид Гол (USA)       | Неизвестен |
| 5     | Дэвид Хеммонд (USA)   | Неизвестен |
| 6     | Лео Гудвин (USA)      | Неизвестен |